# قائمة أقرب الثقوب السوداء

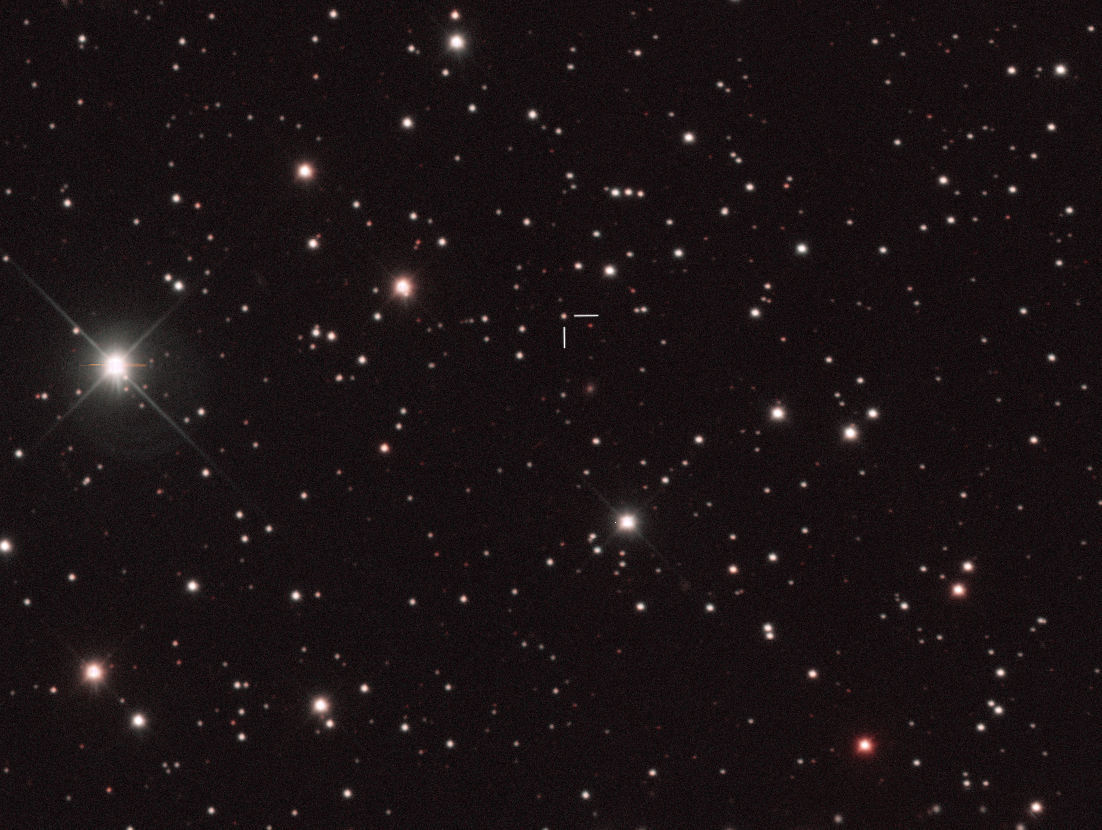
السماء حولA 0620-00 ثاتي اقرب ثقب اسود الينا ، في كوكبة وحيد القرن ، الصورة شكلت بواسطة بيانات مسح سلووان الرقمي للسماء تغطي الصورة حوالي 8 دقائق قوسية

صورة الحقل العميق للفضاء المحيط بالثقب الاسود HR 6819 اقرب الثقوب الينا في كوكبة المرقب

هذه القائمة تحتوي اقرب الثقوب السوداء بالنسبة للنظام الشمسي (تلك التي تقع ضمن مجرة درب التبانة)، ولتسهيل المحاكاة العقلية لمقارنة المسافات بين الارض والثقوب السوداء في القائمة يشار بالذكر إلى ان المسافة بين الشمس والارض تقدر بحوالي 8 دقائق و 20 ثانية ضوئية، اقرب نجم قنطور الأقرب يبعد عن الشمس مسافة 4.24 سنة ضوئية ومجرتنا درب التبانة تمتد لمسافة تقديرية بنحو 100,000 سنة ضوئية.

## طرق الرصد
هناك طريقتين لكشف هذه الثقوب السوداء، تكمن الطريقة الأولى في رصد تأثير هذه الثقوب على ما يحدث حولها، فمثلا عندما يسحب ثقب أسود معين، مادة معينة، تزداد درجة حرارة هذه المادة حين وصولها إلى القرص المزود (Accretion disk) وهو نوع من الأقراص الدوارة التي تدور على الثقب الأسود بسبب جاذبيته. فعندما تزداد درجة حرارة هذه المادة المتجهة داخل الثقب الأسود، تتعرض للإشعاع وترسل لنا أشعة سينية بل وحتى أشعة جاما.
الأشعة التي يتم رصدها، لا تأتي من الثقب الأسود، بل من المادة التي تكون في القرص المزود (Accretion disk) للثقب الأسود، وهي بالمناسبة الطريقة التي قمنا بها بالتقاط صورة للثقب الأسود (مسييه 87) والتي تعتبر أول صورة حقيقية لثقب أسود في تاريخ البشرية.

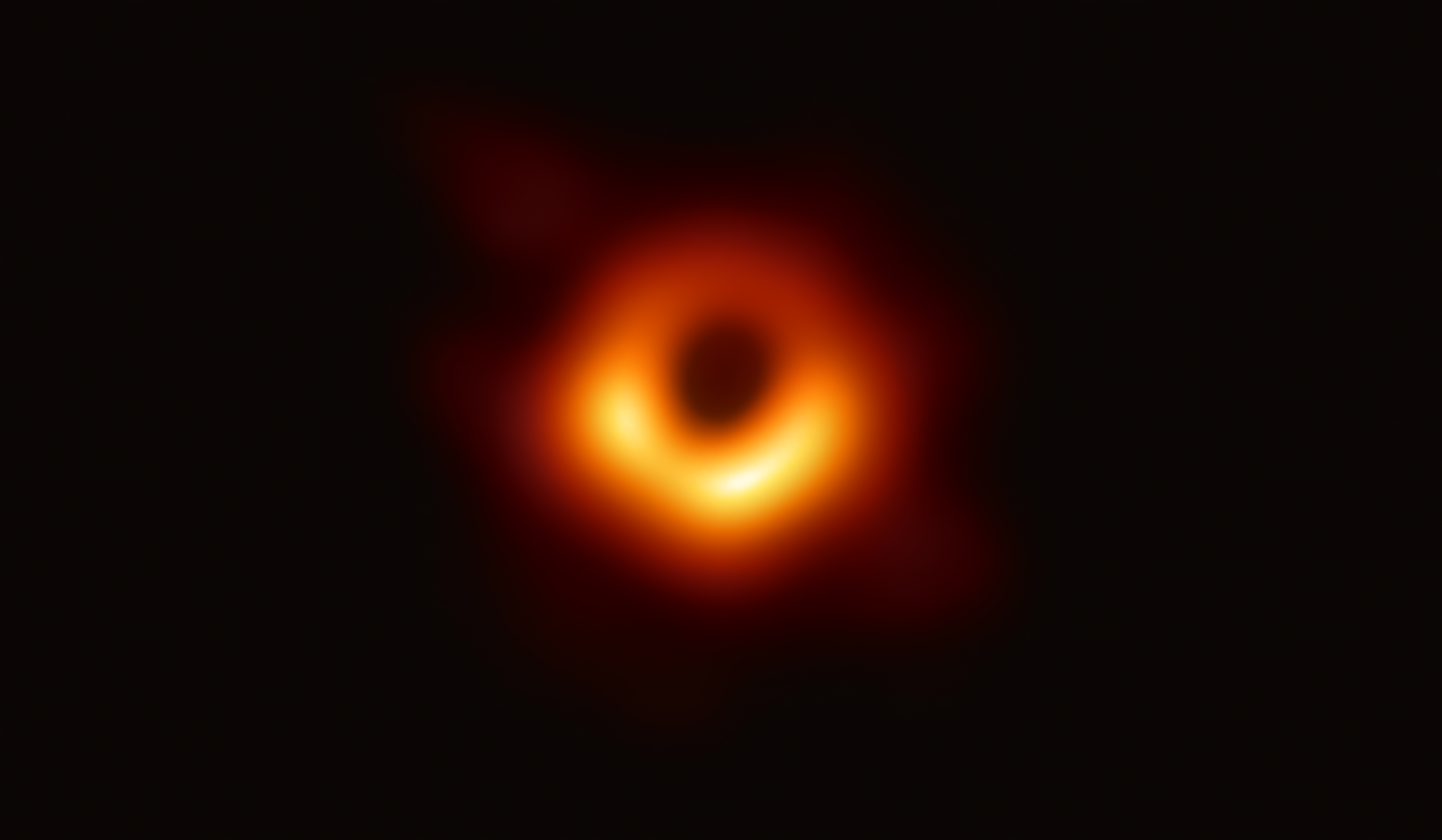
نتيجة للطريقة الاولى : التعاون ما بين مؤسسة العلوم الوطنية وتلسكوب أفق الحدث التي أفضت إلى رصد تاريخي لثقب أسود فائق الضخامة في قلب مجرة مسييه 87 ، الثقب الاسود يبتلع مواد من النجوم الواقعة تحت أثر حقل جاذبيته ، وتظهر فيها بقعة مظلمة أمام حلقة تضيء بشكل خافت، الحدود الخارجية للحلقة الداخلية هي أفق الحدث للثقب، وعُرضت لأول مرة خلال ستة مؤتمرات صحفية متزامنة تمت في العاشر من أبريل عام 2019.

بصيغة أخرى، عندما نرصد أشعة سينية قادمة من مادة معينة في الكون، فإننا ندرس هذه الأشعة، ومواصفاتها، والطيف القادم منها، فإذا لاحظنا أن ليس هناك نجم يرسل لنا هذه الأشعة ولا مجرة ولا أي جسم آخر، فحينها نتيقن أنها قادمة من قرص الانجذاب «أفق الحدث» الذي يحيط بالثقب الأسود، وبالتالي نكشف مكان هذا الثقب وكتلته.
أما الطريقة الثانية فتكمن في الضوء أو الصورة التي تأتينا من نجم أو مجرة أو جسم فضائي معين، بحيث تكون هذه الصورة متكررة أكثر من مرة، فوق، تحت، يمين ويسار، وأحيانا تكون حلقة كاملة من الضوء، ويعود سبب ذلك أن الثقب الأسود يقوم بتحريف الضوء الذي يكون خلفه، وهذا ما كان أتبثه أينشتاين في نظريته للنسبية.

تطبيق للطريقة الثانية في الرصد "محاكاة تشبيهية" لثقب أسود يمر بين المشاهد ومجرة تقع خلفه، ويرى تشوه ضوء المجرة القادم إلينا.

بصيغة أخرى، إذا ما رصدنا أن جسما معينا يظهر لنا بنفس الشكل لأكثر من مرة، أي أربع مرات أو على شكل حلقة، فهذا يعني أن بين هذه الصور أو هذه الأضواء المنحرفة، هناك ثقب أسود، ويمكننا تحديد كتلته أيضا بحساب المسافات التي تبتعد بها هذه الأضواء ببعضها البعض عن طريق قياس الانزياح للطيف الاحمر.

## التأثير الممكن للحياة على الأرض
ليس هناك ثقوب سوداء قريبة منا أو من مجموعتنا الشمسية، ويقدر أقرب ثقب أسود لنا والمسمى ب (A0620-00) بحوالي 3000 سنة ضوئية، يعني حتى لو كان يتحرك باتجاهنا بسرعة الضوء، فسيحتاج 3000 سنة للوصول إلينا، هذا إذا كان أصلا يتجه نحونا.

## القائمة
| المسافة     | المسافة          | النظام النجمي                            | النظام النجمي                                 | النظام النجمي               | النظام النجمي          | النظام النجمي     | المكونات       | المكونات       | المكونات                          | ملاحظات إضافية                                                          |
| (سنة ضوئية) | (كيلو فرسخ فلكي) | الاسم                                    | الوصف                                         | مطلع مستقيم(الحقبة J2000.0) | الميل (الحقبة J2000.0) | تاريخ الاكتشاف    | المكون المرصود | التصنيف النجمي | الكتلة مقدرة بالكتلة الشمسية (M☉) | ملاحظات إضافية                                                          |
| ----------- | ---------------- | ---------------------------------------- | --------------------------------------------- | --------------------------- | ---------------------- | ----------------- | -------------- | -------------- | --------------------------------- | ----------------------------------------------------------------------- |
| 1120±70     | 0.34±0.02        | HR 6819                                  | نظام نجمي ثنائي بمدار زمني 40.333 ± 0.004 يوم | 18سا 17د 07.532ث            | −56° 01′ 24.088″       | 2020              | Aa Ab B        | B3III BH Be    | 6.3±0.1 >5.0±0.4 –                | أول ثقب اسود يرى أثره بالعين المجردة. الكتلة والمدار غير معروفين        |
| 3000        | ~0.858           | ثقب أسود A0620-00 يعرف ايضا ب (V616 Mon) | نظام نجمي ثنائي بمدار زمني 7.75 ساعة          | 06سا 22د 44.503ث            | −00° 20′ 44.72″        | 1917              | A              | BH             | 11.0±1.9                          | لا يزال مرشحا ليكون ثقبا أسود                                           |
| 3000        | ~0.858           | ثقب أسود A0620-00 يعرف ايضا ب (V616 Mon) | نظام نجمي ثنائي بمدار زمني 7.75 ساعة          | 06سا 22د 44.503ث            | −00° 20′ 44.72″        | 1917              | B              | K              | 0.5±0.3                           | —                                                                       |
| 6000±375    | 1.86 ± 0.12      | Cygnus X-1 (الدجاجةX-1)                  | نظام نجمي ثنائي بمدار زمني 5,6 يوم            | 19سا 58د 21.67595ث          | +35° 12′ 05.7783″      | 1971 نيسان - ايار | Cyg X-1        | BH             | 15±1                              | الرصد الأولي للأشعة السينية الصادرة عن المكون ترشحه ليكون ثقب اسود      |
| 6000±375    | 1.86 ± 0.12      | Cygnus X-1 (الدجاجةX-1)                  | نظام نجمي ثنائي بمدار زمني 5,6 يوم            | 19سا 58د 21.67595ث          | +35° 12′ 05.7783″      | 1971 نيسان - ايار | HDE 226868     | O              | 30±10                             | —                                                                       |
| 7800±460    | 2.39±0.14        | V404 Cygni (الدجاجة في 404)              | نظام نجمي ثنائي بمدار زمني 6,5 يوم            | 20سا 24د 03.83ث             | +33° 52′ 02.2″         | 1989 ايار 22      | A              | BH             | 9                                 | أول ثقب أسود له مقياس دقيق بطريقة المنظور النجمي لبعده عن نظامنا الشمسي |
| 7800±460    | 2.39±0.14        | V404 Cygni (الدجاجة في 404)              | نظام نجمي ثنائي بمدار زمني 6,5 يوم            | 20سا 24د 03.83ث             | +33° 52′ 02.2″         | 1989 ايار 22      | B              | K              | 0.7                               | نجم عملاق بدائي                                                         |
| 8100±1000   | 2.49±0.30        | GRO J0422+32                             | نظام نجمي ثنائي بمدار زمني 5,09 ساعة          | 04سا 21د 42.723ث            | +32° 54′ 26.94″        | 1992 اغسطس 5      | A              | BH             | 3.97±0.95                         | يعتقد انه نجم نيوتروني عملاق                                            |
| 8100±1000   | 2.49±0.30        | GRO J0422+32                             | نظام نجمي ثنائي بمدار زمني 5,09 ساعة          | 04سا 21د 42.723ث            | +32° 54′ 26.94″        | 1992 اغسطس 5      | B              | M1             | 0.5±0.1                           |                                                                         |
| 11100±700   | 3.4±0.2          | Cygnus X-3                               | نظام نجمي ثنائي بمدار زمني 4,8 ساعة           | 20سا 32د 25.766ث            | +40° 57′ 28.26″        | 1967              | Cyg X-3        | BH             | 15±5                              |                                                                         |
| 11100±700   | 3.4±0.2          | Cygnus X-3                               | نظام نجمي ثنائي بمدار زمني 4,8 ساعة           | 20سا 32د 25.766ث            | +40° 57′ 28.26″        | 1967              | V1521 Cyg      | WN             | 30+15 −50[محل شك]                 | احد أكثر الأجسام لمعانا في المجرة                                       |
| 11900±3600  | 3.7±1.1          | GRO J1655-40                             | نظام نجمي ثنائي بمدار زمني 2,6 يوم            | 16سا 54د 00.137ث            | −39° 50′ 44.90″        | 1994              | A              | BH             | 5.31±0.07                         |                                                                         |
| 11900±3600  | 3.7±1.1          | GRO J1655-40                             | نظام نجمي ثنائي بمدار زمني 2,6 يوم            | 16سا 54د 00.137ث            | −39° 50′ 44.90″        | 1994              | V1033 Sco      | F5IV           | 1.9±0.3                           |                                                                         |
| 25600±600   | 7.86±0.2         | Sagittarius A* او مايعرف بالرامي A*      | ثقب أسود فائق الضخامة                         | 17سا 45د 40.0409ث           | −29° 0′ 28.118″        | 1974              |                | BH             | 4.1 million                       | مركز مجرة درب التبانة                                                   |
| 29700±2700  | 9.1±0.8          | 4U 1543-475                              | نظام نجمي ثنائي بمدار زمني 26,8 ساعة          | 15سا 47د 08.277ث            | −47° 40′ 10.28″        | 1971              | A              | BH             | 9.4±2.0                           | تقديريا7.5±1.0 فرسخ فلكي بناء على بيانات غايا                           |
| 29700±2700  | 9.1±0.8          | 4U 1543-475                              | نظام نجمي ثنائي بمدار زمني 26,8 ساعة          | 15سا 47د 08.277ث            | −47° 40′ 10.28″        | 1971              | B              | A2V            | 2.7±1.0                           |                                                                         |
| 5000−11000  | ~1.5–3           | XTE J1118+480                            |                                               | 11سا 18د 11ث                | 48° 02′ 13″            | 2000              |                | BH             | 6−6.5                             |                                                                         |
| 8800        | ~2.5             | GS 2000+25                               |                                               | 20سا 02د 50ث                | +25° 14′ 11″           |                   |                | BH             | 7.5                               |                                                                         |